# Guðlaugsson
Guðlaugsson ist ein isländischer Name.

## Bedeutung
Der Name ist ein Patronym und bedeutet Sohn des Guðlaugur. Die weibliche Entsprechung ist Guðlaugsdóttir (Tochter des Guðlaugur).

## Namensträger
- Egill Guðlaugsson, isländischer Badmintonspieler
- Janus Guðlaugsson (* 1955), isländischer Fußballspieler und -trainer
- Jónas Guðlaugsson (1887–1916), isländischer Dichter und Journalist
- Páll Guðlaugsson (* 1958), isländischer Fußballtrainer und -torwart
- Sturla Gudlaugsson (1913–1971), niederländischer Kunsthistoriker